# Nobuo Kawakami
Nobuo Kawakami (n. 4 octombrie 1947) este un fost fotbalist japonez.

## Statistici
| Japonia | Japonia | Japonia |
| An      | Meciuri | Goluri  |
| ------- | ------- | ------- |
| 1970    | 4       | 0       |
| 1971    | 1       | 0       |
| 1972    | 8       | 0       |
| 1973    | 5       | 0       |
| 1974    | 5       | 0       |
| 1975    | 9       | 0       |
| 1976    | 8       | 0       |
| 1977    | 1       | 0       |
| Total   | 41      | 0       |